# Prioziórskoie
Prioziórskoie (en rus: Приозёрское) és un poble del krai de Stàvropol, a Rússia, que el 2019 tenia 2.378 habitants. Pertany al districte rural de Levokúmskoie.